# Acanthametropodidae
Acanthametropodidae is een familie van haften (Ephemeroptera).

## Geslachten
De familie Acanthametropodidae omvat de volgende geslachten:
- Acanthametropus Tshernova, 1948
- Analetris Edmunds, 1972